# Seredînkî (Buțniv), Ternopil
Seredînkî (în ucraineană Серединки) este un sat în comuna Buțniv din raionul Ternopil, regiunea Ternopil, Ucraina.

## Demografie
Componența lingvistică a localității Seredînkî
     Ucraineană (100%)
Conform recensământului din 2001, toată populația localității Seredînkî era vorbitoare de ucraineană (100%).